# Cainotheriidae
Cainotheriidae — вимерла родина парнокопитних, відома з пізнього еоцену до середнього міоцену Європи. Здебільшого вони збережені в карстових відкладах.
Ці тварини були невеликими за розміром і зазвичай не перевищували 15 сантиметрів у висоту в плечах. Довгий час вважалося, що вони ведуть схожий спосіб життя з зайцями і кроликами. Зубний ряд був повним і дуже селенодонтним, тобто премоляри і моляри мали вигнуті ріжучі краї у формі півмісяця (як у сучасних жуйних). Череп був невеликим, з короткою мордою та закритими орбітами ззаду, розташованими в центрі черепа.
Своєрідною характеристикою цієї групи були слухові бульби, захисні структури кісток вуха: вони були дуже великими, як ті, які сьогодні зустрічаються у дрібних ссавців, які живуть у відкритих і сухих середовищах. Ця розвинена анатомія черепа різко відрізнялася від решти скелета, досить примітивна: кайнотерії все ще мали чотири нередуковані пальці на ногах (предковий стан парнокопитних), навіть якщо бічні пальці були коротшими; вони закінчувалися довгими кігтями, як у сучасних кроликів. Задні лапи були значно довші за передні, що вказує на чудову адаптацію до бігу та стрибків.

## Класифікація
Химерні анатомічні особливості кайнотериїд визначають їх як примітивних артіодактилів. Попередні дослідження відносили їх до Tylopoda, більш пізні — до Ruminantia. Робіацина середнього/верхнього еоцену раніше класифікувалася як член цієї родини, але нещодавно була виділена в окрему родину як сестринський таксон до Cainotheriidae. Протягом верхнього еоцену розвинулися примітивні роди Oxacron і Paroxacron, які вважаються першими справжніми кайнотеридами як сестринські таксони в підродині Oxacroninae.
Згодом, протягом олігоцену, підродина Cainotheriinae зазнала дискретного еволюційного випромінювання, з'явилися різноманітні роди, такі як Procaenotherium, та роди розміром з кролика Plesiomeryx і Caenomeryx. Найбільш спеціалізований рід Cainotherium також зник останнім, протягом середнього міоцену. Навіть на початку міоцену ці тварини були досить поширеними в різних частинах Європи, з численними видами (наприклад, C. laticurvatum, C. miocenicum, C. bavaricum). Кайнотериїди остаточно вимерли, коли в міоцені клімат став холоднішим.